# 澳門旅遊活動中心

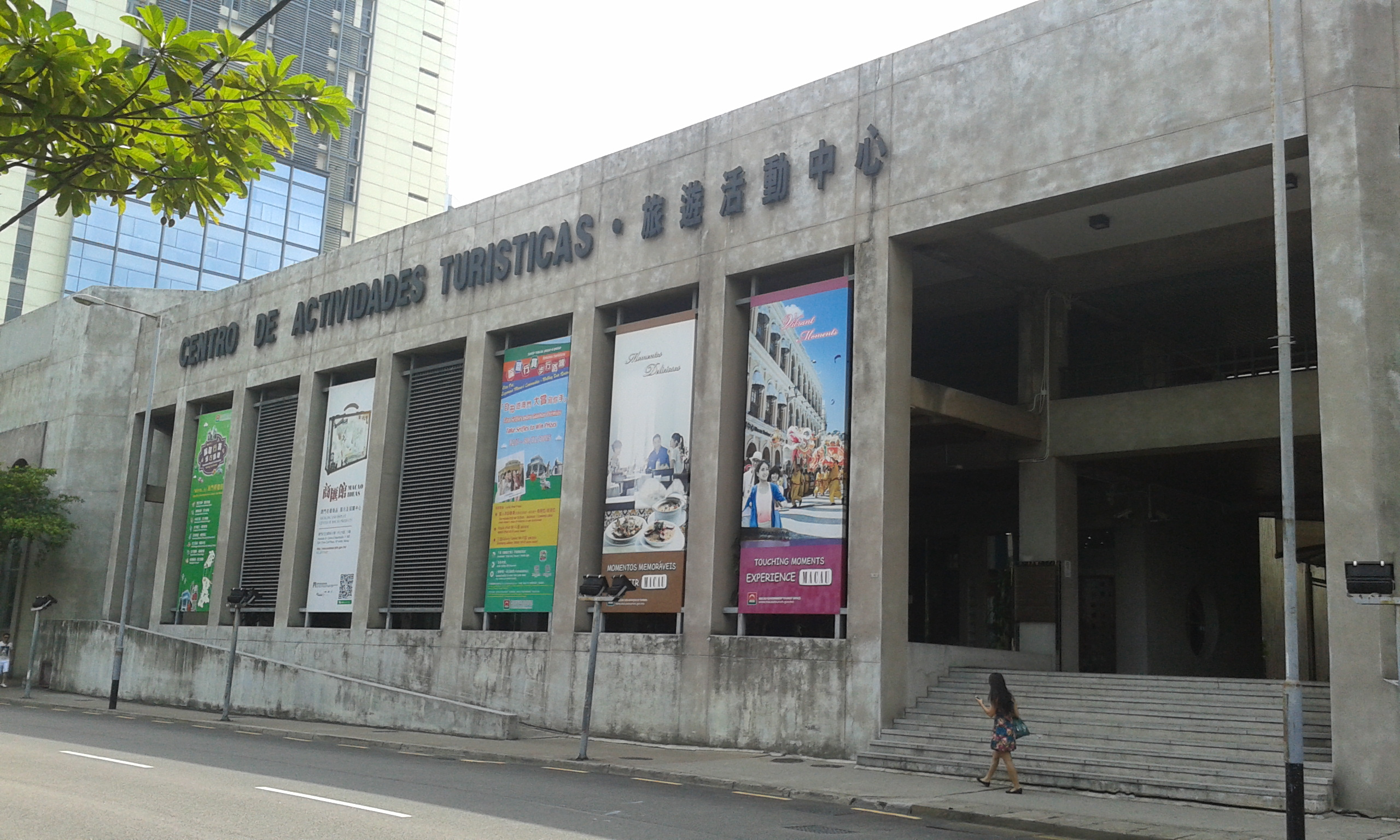
旅遊活動中心正門

旅遊活動中心（葡萄牙語：Centro de Actividades Turísticas）位於澳門新口岸高美士街，於1994年4月開幕，由旅遊局轄下處級部門管理，是綜藝館綜合大樓建設的一部分。興建中心的目的是為推動澳門會議及展覽行業，並為中小型會議、展覽及活動提供合適的場地。中心共設有四層，是一所集會議、展覽、旅遊、文化於一身的多用途場館。
2016年7月15日，時任社會文化司司長譚俊榮表示，計劃將整幢樓高5層的中心擴建為大賽車博物館，館內設有賽車展示、電影館、蠟像館、文創區、親子互動區，讓遊客及市民體驗模擬賽車。 
旅遊活動中心自2017年7月1日起關閉，整幢共五層的旅遊活動中心改建為全新的澳門大賽車博物館，並於2021年6月1日正式開幕。

## 中心原有設施
- 地庫：大賽車博物館及葡萄酒博物館
- 地下：展覽廳
- 一樓：會堂及餐廳
- 二樓：可容納550人的大會議廳。

設於地庫的兩個博物館除開放給遊客參觀瀏覽外，亦可配合各類型活動使用。而一樓的會堂可容納60個座位，亦可分隔為一個會議廳、兩個中小型會客室；另外餐廳亦設有舞臺可供舉行多類型活動。

## 外部連結
- 澳門旅遊局旅遊業界網站 （页面存档备份，存于）